# Anisogramma
Anisogramma är ett släkte av svampar. Enligt Catalogue of Life ingår Anisogramma i familjen Valsaceae, ordningen Diaporthales, klassen Sordariomycetes, divisionen sporsäcksvampar och riket svampar, men enligt Dyntaxa är tillhörigheten istället familjen Gnomoniaceae, ordningen Diaporthales, klassen Sordariomycetes, divisionen sporsäcksvampar och riket svampar.
|             | Apioporthe |
|             | |
|             | Valsa |
|             | |
|             | Cytospora |
|             | |
| Anisogramma | \| \| Anisogramma virgultorum \| \| \| \| \| \| Anisogramma apiospora \| \| \| \| \| \| Anisogramma anomala \| \| \| \| |
|             | \| \| Anisogramma virgultorum \| \| \| \| \| \| Anisogramma apiospora \| \| \| \| \| \| Anisogramma anomala \| \| \| \| |
|             | Apioporthella |
|             | |
|             | Leucostoma |
|             | |
|             | Valsella |
|             | |
|             | Clypeoporthe |
|             | |
|             | Xenotypa |
|             | |
|             | Bagcheea |
|             | |
|             | Anisomyces |
|             | |
|             | Valseutypella |
|             | |
|             | Diaporthella |
|             | |
|             | Cryptascoma |
|             | |
|             | Paravalsa |
|             | |
|             | Anisogramma virgultorum                                                                                                 |
|             | |
|             | Anisogramma apiospora                                                                                                   |
|             | |
|             | Anisogramma anomala |
|             | |

|  | Anisogramma virgultorum |
|  |                         |
|  | Anisogramma apiospora   |
|  |                         |
|  | Anisogramma anomala     |
|  |                         |